# Жан Франсе
Жан Франсе (фр. Jean René Désiré Françaix, 23 травня 1912 Ле-Ман — 25 вересня 1997 Париж) — французький композитор та піаніст.

## Біографія
Музична обдарованість Франсе стимулювалась з раннього дитинства: його батько був музикознавцем та піаністом, мати — викладачем співу. Він почав компонувати музику вже в шість років, і його перша публікація, 1922, викликала зацікавленість видавця, який спонукав родину продовжити навчання Жана музиці у Наді Буланже. Вона вважала його одним з найкращих своїх учнів, коли не найкращим, і наснажила його обрати собі кар'єру композитора.
Як піаніст, у 1930 році, навчаючись в класі Ісидора Філіппа, Франсе виграв першу премію Паризької консерваторії. Виступав з сольними програмами та в ансамблях — Його часто запрошували для спільного музикування Франсіс Пуленк (для виконання його знаменитого Концерту для двох фортепіано) та віолончеліст Моріс Жендрон (як акомпаніатора).
Був надзвичайно плідним автором (у його каталозі нараховується близько 200 опусів). У 1936 році написав дуже велику кількість творів практично в усіх жанрах.
Брав активну участь у музичному житті Франції (часто за участі своєї доньки Клод як фортепіанного партнера) та працював до смерті, й помер у 1997 році, без жодних ознак творчого виснаження.

## Стиль
Творчість Франсе відрізняється легкістю та проникливим гумором, що зачіпляє різні сторони неокласицизму. Будучи талановитим піаністом, він присвятив клавішним інструментам велику кількість творів, особливо у царині камерної музики. Торкався усіх музичних жанрів: кантати, опери, балету, інструментального концерту, симфонії, сонати, кіномузики тощо. Йому належить багато Саундтреків фільмів Саші Ґітрі (Sacha Guitry).
Франсе завжди відкидав атональність, що не заважало йому бути надзвичайно відкритим до впливів різних авторів, зокрема Франсіса Пуленка, Ігора Стравінського, Моріса Равеля та Емануеля Шабріє.
Форми композицій Франсе здебільша ясні та прозорі, їх атмосфера відрізняється яскравістю, полиском та приємністю, насиченістю іронічним французьким смаком. За його висловлюванням, єдиною метою його творів є лише «зробити приємність». Однак він не є одноманітним композитором, до його доробку увіходять також масштабні праці філософського наповнення, наприклад, Апокаліпсис за св. Іваном (Apocalypse selon St.Jean), 1939.

## Твори

### Оркестрова музика
- Касація, для трьох оркестрів
- Концертино для фортепіано
- Два концерти для скрипки
- Концерт для кларнета
- Концерт для гітари
- Концерт для фагота
- Концерт для клавесина, флейти та струнних
- Концерт для контрабаса
- Концерт для двох фортепіано
- Концерт для флейти
- Концерт для фортепіано
- Дивертисмент для валторни з оркестром
- Дивертисмент для фагота та струнних
- Фантазія для віолончелі та оркестру
- Поетична гра ( eu poétique), для арфи та оркестру
- Годинник Флори (L'Horloge de Flore), для гобоя (або сопранового саксофона) та камерного оркестру
- Мила Франція (La Douce France)
- Таємниче місто (La Ville mystérieuse)
- Діалог Кармеліток (Le Dialogue des Carmélites)
- Киферійські гаї (Les Bosquets de Cythère
- Musique de cour, для флейти, скрипки та оркестру
- Четверний концерт’’ для флейти, гобоя, кларнета та фагота з оркестром
- П'ятнадцять дитячих портретів Огюста Ренуара, для струнного оркестру
- Симфонія в соль мажор
- Тема з варіаціями, для кларнета з струнним оркестром
- Концертні варіації, для віолончелі та струнних
- Подвійний концерт, для флейти та кларнета з оркестром

### Камерна музика
- Екзотичні танці Danses exotiques, для 11 духових інструментів та ударних інструментів
- Дивертисмент (divertissement[fr]), для гобоя, кларнета та фагота
- Година кохання (L'Heure du Berger), для фортепіано та струнного квінтету
- Година кохання, для фортепіано та духового квартету
- Година кохання, для фортепіано та духового квінтету
- Hommage à l'ami Papageno, для фортепіано та 10 духових інструментів
- Вічний рух (Mouvement perpétuel), для віолончелі та фортепіано
- Маленький квартет для саксофонів (Petit Quatuor pour saxophones)
- Прелюдія, Сарабанда та Жига Prélude, Sarabande et Gigue, для труби та фортепіано
- Майже імпровізуючи * Quasi improvvisando, для духових інструментів
- Рапсодія, для альта, духових інструментів, перкусії та арфи
- Шість прелюдій, для струнних
- Сюїта, для флейти
- Сюїта для квартету саксофонів
- Серенада для маленького оркестру
- Квартет для англійського рожка та струнних
- Вакації (Les Vacances для двох скрипок, віолончелі та фортепіано
- Квінтет з кларнетом (Quintette avec clarinette)
- Квінтети для духових no. 1 та 2
- Тріо для флейти, віолончелі та арфи
- Неоціненна хроніка доброго велетня Гаргантюа (Les Inestimables Chroniques du bon géant Gargantua,)для четця та струнного оркестру

### Клавірні твори
- Фортепіанна Соната
- Танок трьох Арлекінів (Danse des trois Arlequins), для фортепіано
- Хвала танцю (Éloge de la danse) для фортепіано
- Екзотичні танці, для двох фортепіано
- Інсектарій (Insectarium), для клавесина
- Урочистий марш (Marche solennelle), для органа
- Ноктюрн, для фортепіано
- П'ять бісів (Cinq Bis), для фортепіано
- Прогулянка музикознавця-еклектика (La Promenade d'un musicologue éclectique), для фортепіано
- П'ятнадцять дитячих портретів Огюста Ренуара (Quinze Portraits d'enfants d'Auguste Renoir), оригінал для фортепіано в чотири руки

### Вокальні твори
- Вісім анекдотів Шамфора (Huit Anecdotes de Chamfort), для баритона та фортепіано
- L'Adolescence clémentine, для баритона та фортепіано
- Дев'ять оповідок Таллемана де Рео (Neuf Historiettes de Tallémant des Réaux), для баритона, тенор-саксофона та фортепіано
- П'ять поезій Шарля д'Орлеана (Cinq Poèmes de Charles d'Orléans), для баритона та фортепіано
- Три поезії Поля Валері (Trois Poèmes de Paul Valéry), для хору а капела
- Ода гастрономії (L'Ode à la gastronomie), для хору а капела

### Сакральні твори
- Апокаліпсис за св. Іваном (L'Apocalypse selon Saint-Jean, ораторія

### Опери
- L'Apostrophe
- Приворотне зілля (La Main de gloire)
- Принцеса Клевська (La Princesse de Clèves)
- Кульгавий біс Le Diable boiteux
- Paris à nous deux

### Балети
- La Lutherie enchantée
- Пані літає поза хмарами (La Dame dans la Lune)
- Цар Мідас (Le Roi Midas)
- Голий король (Le Roi nu) (1935)
- Сентиментальна гра (Le Jeu sentimental) (1936)
- Суд навіженця(Le Jugement du fou) (1939)
- Камелії (Die Kamelien)
- Дівчата ночі (Les Demoiselles de la nuit) (1948)
- Нещастя Софі (Les Malheurs de Sophie) (1948)
- Les Zigues de Mars
- Пляж (1933)
- Школа танців (Scuola di Ballo) на теми Луїджі Боккеріні (1933,
- Венеційське скло (Verreries de Venise) (1938),
- Прощання (1952)

### Музика до кінофільмів
- Перли корони (Les Perles de la couronne)
- Наполеон (Napoléon)
- Якби нам розповіли про Париж (Si Paris m'était conté)
- Таємниці Версаля (Si Versailles m'était conté)